# Giong Trom
Giong Trom é um distrito (em vietnamita: huyen) da província de Ben Tre, na  região do Delta do Rio Mekong, no Vietname. Sua população, de acordo com estimativas de 2004, era de 186 719 habitantes e possui uma área de 311 km². A capital do distrito é Giong Trom.